# Xylotrechus subditus
Xylotrechus subditus là một loài bọ cánh cứng trong họ Cerambycidae.